# Nintendo 2DS
O Nintendo 2DS (ニンテンドー2DS, Nintendō Tsu Dī Esu, encurtado para 2DS) é uma versão de baixo custo do console portátil desenvolvido pela Nintendo, o Nintendo 3DS. Foi lançado em 12 de Outubro de 2013 na América do Norte, Europa e na Austrália. 
Faz parte da família de consoles portáteis 3DS.
Se comparado com seu irmão, o Nintendo 3DS, o grande diferencial está na falta do efeito 3D, na saída de som que agora vem a ser Monaural (se torna Estéreo quando usado com fones de ouvido), e seu design reto, diferente do "Abre e Fecha" visto nos seus antecessores.
De acordo com a Nintendo, o console foi desenvolvido especialmente para crianças pequenas, já que não possui o modo 3D, que de acordo com a própria empresa, pode atrapalhar no desenvolvimento da visão. 
Além disso, por ter um design linear, e possuir uma única LCD (fator importante para a redução do custo, fazendo a produção do portátil mais barata), se torna mais difícil a separação das duas telas causadas por um acidente.

## Funcionamento
Os 2DS foi lançado nas cores preto/vermelho, preto/azul e branco/vermelho (somente na Europa e Austrália) para começar e é comercializado ao mesmo tempo que o 3DS padrão e 3DS XL. O 2DS é totalmente compatível com todos os jogos do 3DS e DS.
O Nintendo 2DS não pode exibir jogos de Nintendo 3DS em 3D. Ele possui duas câmeras no verso para realidade aumentada e fotos em 3D, porém não podem ser exibidas em 3D no 2DS, mas ainda podem ser vistas em 3D, se transferido para um 3DS.
O console utiliza um formato de "slate", em contraste com o design clamshell de consoles mais recentes. Kotaku observou que é "o primeiro não-clamshell portátil da Nintendo desde 2005, o Game Boy Micro. Eles também disseram, "O fator de forma quase quadrada para 2DS é incomum para qualquer jogo ou hardware não-gaming". O console pesa menos do que o 3DS XL.
Os botões do console foram movidos para cima ao lado da tela superior. O console pode ser posto para dormir usando um controle deslizante "SLEEP", que replica o sistema de fechar a tampa em um 3DS padrão. A caneta é do mesmo tamanho que o do 3DS. Ele vem acompanhado de um cartão SD de 4 GB e usa a mesma fonte de energia 3DS e DSi. O 2DS possui apenas um alto-falante que reproduz o som mono, mas apresenta estéreo através de um fone de ouvido que pode ser usado por meio de sua saída P2. Os botões de ombro são mais espessos do que as do 3DS, e são côncavas. O microfone foi movido para o canto inferior esquerdo.
Ele ainda possui toda a funcionalidade wireless do 3DS (Wi-Fi, multiplayer local, etc). Wi-Fi ainda pode ser desligado, mas ele é feito através de controles no software, em vez de com um botão físico. Ele pode ser usado para StreetPass como com o 3DS, embora o utilizador necessita de ativar um interruptor para fazer isso.
O software do console é essencialmente a mesma que o do 3DS, e o Nintendo eShop ainda estará disponível.

## História
De acordo com o presidente da Nintendo of America Reggie Fils-Aime, a ideia para os 2DS veio de querer atrair os consumidores mais jovens, como os gráficos 3D no 3DS são destinados apenas para jogadores de sete anos para acima. Fils-Aime disse também que o dispositivo permite que a empresa chegar a um menor nível de preço sem perder em rentabilidade.
O console foi anunciado em 28 de agosto de 2009 através de comunicado de imprensa. A imprensa foi concedida a oportunidade de testar o console. Os jogadores poderão testar o console, entre Outubro e 3 de Novembro, em parceria com o Simon Malls.
A Nintendo 2DS foi lançado na América do Norte em 12 de outubro de 2013, o mesmo dia em que Pokémon X e Y. Custará em torno de US$ 129,99. Estojos azul e vermelho estavam disponíveis nessa data por US$ 12,99. Também foi lançado na Europa e Austrália. Foi lançado no Japão no dia 9 de abril de 2013.

## Recepção

### Pré-lançamento
EUA Today disse que o console era mais parecido com o 3DS, e se referiu a ele como "surpreendentemente confortável" Kotaku observou o console como um desdobramento da linha 3DS da Nintendo, dizendo que ele pode apelar para um determinado nicho de pessoas que de outra forma não compraram um 3DS.
Kotaku disse que a falta de suporte para gráficos 3D pode indicar um interesse de refrigeração em gráficos estereoscópicos". Hoje, nos EUA expressaram preocupação de que alguns jogos que foram projetados com o 3D em mente não pode ser tão facilmente reproduzível sem esse recurso.
Kotaku disse que a tela parecia pequeno em comparação com a do DS XL, com menos imobiliária tela do que outros aparelhos eletrônicos portáteis, tais como concorrentes consolas de jogos portáteis.
Kotaku observou que, embora possa parecer volumoso, foi agradável de segurá-lo e fácil de segurar com uma mão. Eles disseram que a qualidade de construção é boa. Também disseram que os botões da unidade eram facilmente acessíveis. Eles observaram que o posicionamento dos botões na parte superior do console direciona o olhar para a tela superior. Hoje, nos EUA expressou preocupação sobre como proteger as telas, já que não há garra para fechar.